# Jaskinia w Gackach
Jaskinia w Gackach – jaskinia na terenie Niecki Nidziańskiej. Ma dwa otwory wejściowe położone na południe od wsi Gacki-Sołectwo (Niecka Solecka), między kamieniołomem Gacki, a kamieniołomem Leszcze, na wysokościach 240 i 241 m n.p.m. Długość jaskini wynosi 115 metrów, a jej deniwelacja 2 metry.

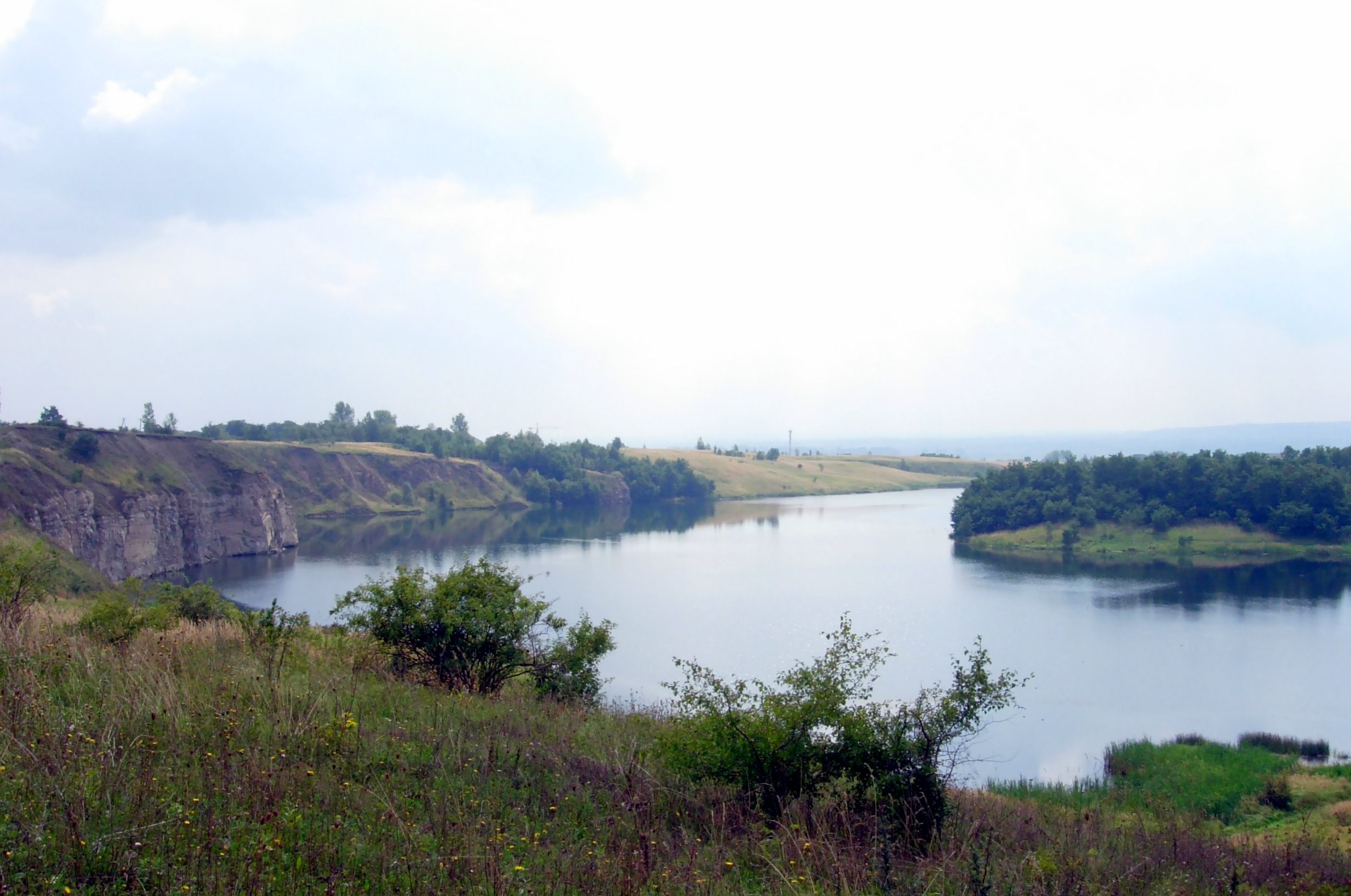
Stary kamieniołom w Gackach

## Opis jaskini
Główną częścią jaskini jest kręty i wąski korytarz (57 m długości) zaczynający się w dwóch położonych obok siebie niewielkich otworach wejściowych, a kończący małą salką. Z niej, przez zacisk, można dostać się do kolejnych, błotnistych i niedużych salek. 

## Przyroda
W jaskini brak jest nacieków. Zamieszkują ją lisy. Ściany w pobliżu otworów są suche, dalej wilgotne.

## Historia odkryć
Jaskinia była znana od dawna Jej opis i plan sporządzili J. Gubała i A. Kasza w 1999 roku oraz A. Wojtoń w 2000 roku.